# Emmioğlu, Ödemiş
Elmabağ là một xã thuộc huyện Ödemiş, tỉnh İzmir, Thổ Nhĩ Kỳ. Dân số thời điểm năm 2010 là 436 người.